# Shmuel Halpert
Shmuel Halpert (în ebraică שמואל הלפרט) (n. 5 februarie 1939, Cluj, România) este un rabin, pedagog și politician israelian originar din România, unul din conducătorii partidului religios fundamentalist Agudat Israel care a deținut în mai multe rânduri funcția de deputat în Knesset-ul (Parlamentul) statului Israel din partea acestui partid și al coaliției de partide "Yahadut Hatorá" (Iudaismul Torei). El reprezintă în partidul său curentul hasidimilor din Vijnița.

## Biografie
Shmuel Halpert s-a născut la 5 februarie 1939 în Cluj (România) și a emigrat în Israel în anul 1960. El se trage din familiile unor venerați învățați din lumea hasidismului, fiind unul din nepoții marelui rabin Mordehai din Nadvorna (Nadvirna) (localitate din Galiția, Ucraina) și al rabinului Israel din Hust (localitate din Transcarpatia). Tatăl său, Leibuș Ber, a fost rabin la Vaslui. A studiat la Institutul de Studii Talmudice (Yeshiva) al hasidimilor din Vijnița (Vizhnitz) din Israel, fiind certificat ca rabin. A intrat în politică în cadrul partidului ultrareligios Agudat Israel, deținând funcțiile de membru al Comitetului Central și al Consiliului Mondial Executiv al acestui partid.
Shmuel Halpert a fost de mai multe ori ales ca deputat în Knesset-ul (Parlamentul) statului Israel și anume în perioadele 1981-1984, 1988-1994, 1996-2003 și 2005-2009. El a reprezentat partidele ultrareligioase Yahadut Ha'Torá și Agudat Israel. În această calitate, a făcut parte din Comisiile pentru Afaceri Interne și Mediu, Muncă și Protecție Socială, Finanțe, Imigrație și Absorbție, Educație și Cultură, Afaceri Externe și Apărare etc.
În perioada 19 noiembrie 1990 - 8 iunie 1991, a îndeplinit funcția de ministru secretar de stat în Secretariatul General al Guvernului și apoi în perioada 8 iunie 1991 - 13 iulie 1992 a fost ministru adjunct al muncii și protecției sociale, ambele funcții în cadrul guvernului de coaliție condus de către Itzhak Shamir.
La data de 30 martie 2005, rabinul Shmuel Halpert este numit în funcția de ministru adjunct al transporturilor în guvernul lui Ariel Sharon, deținând această funcție până la 4 mai 2006. Între inițiativele sale parlamentare a fost faimoasă cea vizând 
limitarea maximă în Israel a vânzării și consumului produselor de porc, potrivit cerințelor religiei iudaice care interzice (ca și cea musulmană) uzul acestora.
Rabinul Shmuel Halpert locuiește în prezent în localitatea Bney Brak (Israel), este căsătorit și are șase copii. Pe lângă limba ebraică, el vorbește fluent limbile idiș, germană și română.
De-a lungul timpului, a publicat mai multe articole pe teme de iudaism în presa religioasă.

## Funcții publice în Israel
Shmuel Halpert a deținut următoarele funcții publice: 
- deputat în Knesset din partea Partidului Agudat Yisrael, Yahadut  Ha'Torá  (1981-1984, 1988-1994, 1996-2003 și 2005-2009)
- ministru secretar de stat în Secretariatul General al Guvernului (19 noiembrie 1990 - 8 iunie 1991)
- ministru adjunct al muncii și protecției sociale (8 iunie 1991 - 13 iulie 1992)
- ministru adjunct al transporturilor (30 martie 2005 - 4 mai 2006)